# Голдберг, Джеффри
Джеффри Марк Голдберг (англ. Jeffrey Mark Goldberg; род. 22 сентября 1965[…], Бруклин, Нью-Йорк) — американский журналист, главный редактор журнала The Atlantic . Специализируется на освещении международной политики. С августа 2023 года является ведущим программы «Washington Week» на PBS.

## Ранняя жизнь и образование
Джеффри Марк Голдберг родился в Бруклине, Нью-Йорк, в семье Эллен и Дэниела Голдберг. Его дед происходит из местечка Леова на территории современной Молдовы. Марк вырос в пригороде Малверна на Лонг-Айленде, преимущественно католическом районе, который он однажды назвал «безжизненным местом, населённым ирландскими погромщиками». Учился в Пенсильванском университете, где был главным редактором The Daily Pennsylvanian. Во время учёбы по программе «Гиллеля» помогал делать обеды для студентов.
Голдберг, как еврей по национальности, получил гражданство Израиля. Во время Первой интифады он переехал в Израиль. Служил в Армии обороны Израиля в качестве охранника в тюрьме Кциот, где содержались арестованные в ходе восстания палестинцы.
В интервью изданию Washingtonian в 2013 году он сказал, что решил отказаться от своего израильского гражданства, объяснив это следующим образом: «если Израиль пойдет дальше по пути, на котором, как мне кажется, он находится, и станет более теократическим, тоталитарным государством […] то как может либерально настроенный американский еврей поддержать это?».

## Карьера
Находясь в Израиле, он работал обозревателем в газете The Jerusalem Post. Вернувшись в Соединённые Штаты Голдберг стал репортёром в The Washington Post, где освещал деятельность полиции. Позднее он стал руководителем нью-йоркского бюро The Forward, редактором журнала New York и публицистом в журнале The New York Times Magazine.

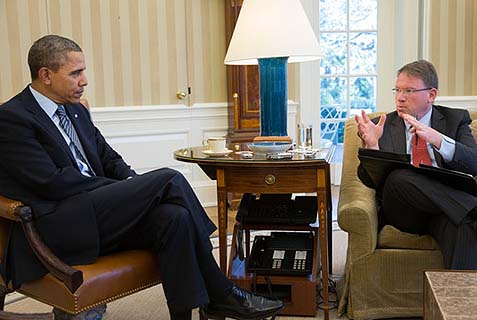
Голдберг берет интервью у президента США Барака Обамы в Овальном кабинете, 2014 год

В 2000 году Голдберг присоединился к The New Yorker. Его статья «In the Party of God» в 2003 году получила National Magazine Awards в категории «репортаж». После двух лет уговоров Дэвиду Г. Брэдли, владельцу The Atlantic, удалось привлечь Голдберга в издание в 2007 году.
В качестве интервьюера Голдберг общался с такими политиками как Хиллари Клинтон, Дэвид Кэмерон, Джон Керри, Биньямин Нетаньяху, Исаак Герцог, Марко Рубио, и король Иордании Абдалла.
В 2011 году Голдберг присоединился к Bloomberg View в качестве обозревателя, где работал в течение трёх лет. После этого он вернулся в The Atlantic, где в 2016 году стал главным редактором. В основном он писал о внешней политике, уделяя особое внимание Ближнему Востоку и Африке.
В августе 2023 года Голдберг стал ведущим программы Washington Week на PBS, которая выходила в эфир благодаря партнёрству между телеканалом и его изданием.

### Утечка группового чата правительства США
В марте 2025 года Голдберг в The Atlantic опубликовал статью, где утверждал, что члены кабинета президента Дональда Трампа случайно включили его в секретный чат Signal, в котором были раскрыты секретные военные планы атаки США по целям в Йемене. В чат Голдберга пригласил советник по национальной безопасности Майкл Уолц, который сообщил, что другими участниками чата, являются вице-президент Джей Ди Вэнс, государственный секретарь Марко Рубио, министр финансов Скотт Бессент, министр обороны Пит Хегсет, директор национальной разведки Тулси Габбард, директор ЦРУ Джон Рэтклифф, кандидат на пост директора Национального контртеррористического центра Джо Кент, начальник штаба Белого дома Сьюзи Уайлз, заместитель начальника штаба Белого дома по вопросам политики Стивен Миллер и специальный посланник на Ближнем Востоке Стив Уиткофф.

## Взгляды
Гленн Гринвальд назвал Голдберга «одним из главных медиа-организаторов нападения на Ирак», заявив, что Голдберг «составил список унизительных случаев распространения лжи в накануне войны, который мог бы соперничать с Джуди Миллер как по безрассудству, так и по разрушительному воздействию». В своей статье в журнале Slate в 2008 году под названием «Как я неправильно понял Ирак?» Голдберг объяснил, почему он изначально поддержал войну в Ираке, и написал, что он «не осознавал, насколько некомпетентной может быть администрация Буша».
Майкл Массинг, редактор Columbia Journalism Review, назвал Голдберга «самым влиятельным журналистом/блогером по вопросам, связанным с Израилем», а Дэвид Роткопф, бывший редактор и генеральный директор FP Group, охарактеризовал его как «одного из самых проницательных и уважаемых журналистов, пишущих о внешней политике». Критики описывают Голдберга как либерала, сиониста и «частого критика Израиля». По данным The New York Times, он повлиял на решение The Atlantic поддержать Хиллари Клинтон на выборах президента США в 2016 году, что стало лишь третьим случаем подобной поддержки за 160-летнюю историю издания.

## Книга «Заключённые»
В книге «Заключённые: мусульманин и еврей по ту сторону Ближнего Востока», изданной в 2006 году описана жизнь Голдберга во время службы в лагере для военнопленных, а также его диалоги с Рафиком Хиджази, заключённым, с которым он позже подружился в Вашингтоне. New York Times, The Washington Post и Los Angeles Times назвали её одной из лучших книг 2006 года.

Критик Los Angeles Times писал: «Осознание человечности „другого“ лежит в основе проницательных и прекрасно написанных мемуаров корреспондента журнала New Yorker Джеффри Голдберга». Критик New York Times писал:
Господиг Голдберг, талантливый и амбициозный писатель журнала New Yorker … в своей истории о поисках взаимопонимания с палестинским активистом, который был его пленником, он демонстрирует увлекательный личный подход к этой проблеме… Учитывая сложный контекст, эта книга действительно достойна восхищения.
В рецензии Washington Post на книгу отмечалось: «Заключённые — это чуткий, откровенный и проницательный рассказ Джеффри Голдберга о годах его службы в качестве солдата и журналиста в Израиле, а также о его продолжительной беседе с палестинцем, которого он когда-то держал под замком. Это убедительное напоминание о том, насколько полезным и трудным может быть диалог между израильтянами и палестинцами». Критик CBS News в свою очередь написал:
Нет недостатка в исторических работах, полемических статьях и политических руководствах по Ближнему Востоку. Честная, но сложная история, рассказанная с личной точки зрения, которую многие американцы, по крайней мере, способны себе представить, — это редкая возможность для понимания. Именно об этом и говорит Джеффри Голдберг, репортёр The New Yorker, в своей книге «Заключённые» . Для тех из нас, кто следил за репортажами Джеффри Голдберга о мусульманском мире, публикация его первой книги стала поводом для настоящей радости… потому что его труды на эту тему всегда были исключительными: мудрыми, непритязательными и порой неожиданно смешными.
Борис Качка, редактор журнала New York, в октябре 2006 года взял интервью у Голдберга о книге «Заключённые», а также о других аспектах, касающихся журналистики и Ближнего Востока.

## Личная жизнь
Голдберг живёт в Вашингтоне, округ Колумбия, со своей женой Памелой (урожденной Ресс) Ривз. В браке у них трое детей